# Karnaval (песня)
Karnaval (с алб. — «Карнавал») — песня албанской певицы и автора песен Эльваны Гьяты. Песня была написана Эльваной Гьятой, Лирой Блакай, Лукой Луизой Ионелой (Минелли) и Виктором Бурошу, которые спродюсировали песню. Она была выпущена в качестве сингла для цифрового скачивания и потоковой передачи лейблом Loud 7 декабря 2024 года.

## Предыстория и композиция
Песня "Карнавал" была написана Элваной Гьятой, Лирой Блакай, Лукой Луизой Ионелой (Минелли) и Виктором Бурошу и спродюсирована Бурошу. Песня была выпущена в качестве сингла для цифрового скачивания и потоковой передачи компанией Loud на различных территориях 7 декабря 2024 года. Это танцевальная и поп-песня на албанском, английском и испанском языках.

## Приём
"Karnaval" получил в целом положительные отзывы на австралийском телевидении, критики высоко оценили его "запоминающееся" и "хорошо сконструированное" поп-звучание. Дейл описывает его как "смесь гимна чемпионата мира по футболу" и "хита пляжного клуба", отмечая, что, хотя ему и не хватает "ярко выраженного албанского колорита", он остается "качественным" и "весёлым". Джейми выражает уверенность, что у песни есть потенциал попасть в финал песенного конкурса "Евровидение", если она будет представлять Албанию. Крейг отмечает "остроту" и "сильную" постановку песни, подчеркивая эффективное сочетание албанских и испанских элементов, и предсказывает, что она будет хорошо представлена на конкурсе.

## Festivali i Këngës
Национальная телерадиокомпания Албании Radio Televizioni Shqiptar (RTSH) организует 63-й фестиваль музыки, чтобы определить представителя страны на песенном конкурсе "Евровидение-2025", который пройдёт в Базеле, Швейцария.
Гьята была объявлена одной из 30 артистов-участников 7 октября 2024 года. Чтобы представить её песню "Karnaval", 6 декабря на официальном YouTube-канале RTSH был опубликован рекламный ролик, представляющий собой предварительный просмотр песни в рамках конкурса. Гьята выступила во втором полуфинале конкурса 20 декабря.

## Титры и персонал
Титры адаптированы с Spotify.
- Эльвана Гьята  – ведущая певица, автор песни
- Лира Блакай – автор песни
- Виктор Бурошу – продюсер, автор песни
- Лука Луиза Ионела (Минелли)  – автор песни

## Трек-лист
- Цифровая загрузка и потоковая передача[2]

1. "Karnaval" (радиоверсия) – 2:35

## История выпуска
| Регион    | Дата           | Формат(ы)                            | Версия | Лейбл | Ref.  |
| --------- | -------------- | ------------------------------------ | ------ | ----- | ----- |
| Различные | 7 декабря 2024 | Цифровая загрузка потоковая передача | Радио  | Loud  | [ 2 ] |